# Matauri Bay
 (novembre 2024).
La mise en forme du texte ne suit pas les recommandations de Wikipédia : il faut le « wikifier ».
Les points d'amélioration suivants sont les cas les plus fréquents. Le détail des points à revoir est peut-être précisé sur la page de discussion.
- Les titres sont pré-formatés par le logiciel. Ils ne sont ni en capitales, ni en gras.
- Le texte ne doit pas être écrit en capitales (les noms de famille non plus), ni en gras, ni en italique, ni en « petit »…
- Le gras n'est utilisé que pour surligner le titre de l'article dans l'introduction, une seule fois.
- L'italique est rarement utilisé : mots en langue étrangère, titres d'œuvres, noms de bateaux, etc.
- Les citations ne sont pas en italique mais en corps de texte normal. Elles sont entourées par des guillemets français : « et ».
- Les listes à puces sont à éviter, des paragraphes rédigés étant largement préférés. Les tableaux sont à réserver à la présentation de données structurées (résultats, etc.).
- Les appels de note de bas de page (petits chiffres en exposant, introduits par l'outil «  Source ») sont à placer entre la fin de phrase et le point final[comme ça].
- Les liens internes (vers d'autres articles de Wikipédia) sont à choisir avec parcimonie. Créez des liens vers des articles approfondissant le sujet. Les termes génériques sans rapport avec le sujet sont à éviter, ainsi que les répétitions de liens vers un même terme.
- Les liens externes sont à placer uniquement dans une section « Liens externes », à la fin de l'article. Ces liens sont à choisir avec parcimonie suivant les règles définies. Si un lien sert de source à l'article, son insertion dans le texte est à faire par les notes de bas de page.
- La présentation des références doit suivre les conventions bibliographiques. Il est recommandé d'utiliser les modèles {{Ouvrage}}, {{Chapitre}}, {{Article}}, {{Lien web}} et/ou {{Bibliographie}}. Le mode d'édition visuel peut mettre en forme automatiquement les références.
- Insérer une infobox (cadre d'informations à droite) n'est pas obligatoire pour parachever la mise en page.

Pour une aide détaillée, merci de consulter Aide:Wikification.
Si vous pensez que ces points ont été résolus, vous pouvez retirer ce bandeau et améliorer la mise en forme d'un autre article.

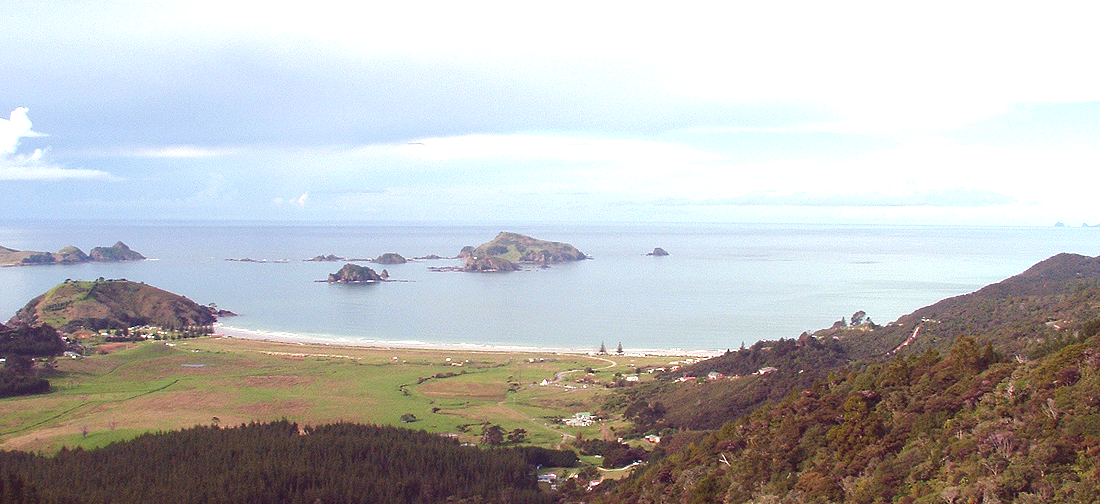
Panorama de Matauri Bay. Les îles Cavalli sont situées plus loin vers la gauche.

Matauri Bay (en Māori: Mātauri) est une baie située dans le nord de l’Île du Nord de la Nouvelle-Zélande.

## Situation
Elle est localisée à 30 km au nord de la ville de Kerikeri dans le comté de Whangaroa, juste au nord de la Baie des Îles.
Il s'y trouve une plage de sable blanc d'une longueur d'un kilomètre, avec une eau cristalline, qui en fait une destination touristique pour les baigneurs, les plongeurs et les surfeurs.

## Historique

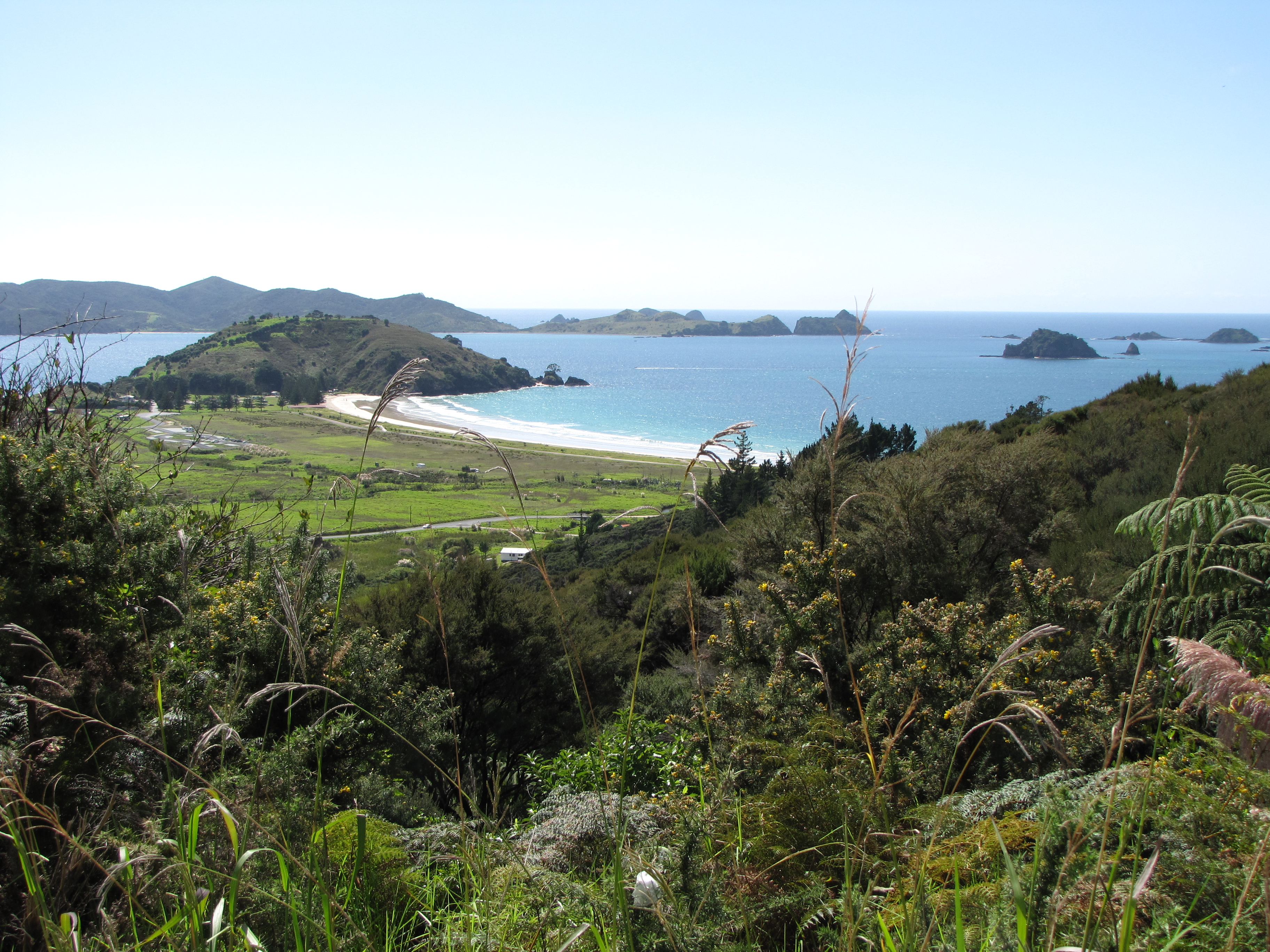
Vue au-dessus de la baie.

Certains des premiers navigateurs venant de Polynésie vers la Nouvelle-Zélande  mirent pieds à terre au niveau de la baie de Matauri.
C‘est aussi le site des premiers contacts du peuple Māori avec les européens, tel que le missionnaire Samuel Marsden qui a exploré la plage dès l'année 1814.

## Rainbow Warrior
Dans cette baie a été immergée à 26 m de profondeur l'épave du Rainbow Warrior I, qui avait été coulée en 1985 à Auckland, ce qui en fait un site d'exploration apprécié par les plongeurs.
C’est donc l’emplacement final pour le repos du bateau, près de Matauri Bay, au niveau des Îles Cavalli.
C’est devenu un récif de la vie aquatique et une zone de plongée réputée pour ce bateau qui avait été consacré en son temps à la protection de l’environnement marin.
L'épave fut tractée au nord avec une coque rapiécée le 2 décembre 1987. Dix jours plus tard , un foule de  sympathisants le regardait alors qu'il reçut l'honneur d'un enterrement traditionnel du peuple Maori, dont la communauté locale maintient son rôle de gardienne et de conservatrice.
En quelques années , le Rainbow Warrior est devenu une partie intégrante de l'environnement, dont il aide à la protection.

### Marae
Le secteur de la baie de Matauri possède deux maraes.
- Mātauri ou Te Tāpui Marae et la maison de rencontre Ngāpuhi sont le lieu de rassemblement des  Ngāpuhi de l’hapū des Ngāti Kura et des Ngāti Miru, et des Ngāpuhi / Ngāti Kahu ki Whaingaroa (en) du hapū des Ngāti Kura (en).
- Te Ngaere Marae et la maison de rencontre nommée : Ngāi Tupango te Hapū  sont le lieu de rassemblement des Ngāpuhi / Ngāti Kahu ki Whaingaroa (en) du hapū des Ngaitupango (en)[4] ,[5].

## Démographie
La zone  statistique  SA1 qui inclut Matauri Bay couvre une surface de 8,76 km2.
La zone statistique SA1 est une partie de la zone statistique plus large de Whakarara.
La zone statisque SA1 avait une population de 201 habitants lors du recensement néo-zélandais de 2018, en augmentation de 51 personnes (34,0 %) depuis le recensement néo-zélandais de 2013, et une augmentation de 66 personnes (48,9 %) depuis le recensement de 2006 en Nouvelle-Zélande.
Il y avait 54 logements, comprenant  99 hommes et 99 femmes, donnant un sexe-ratio de 1 homme pour une femme.
L’âge médian était de 33,1 ans  (comparé avec les 37,4 ans au niveau national), avec 42 personnes(20,9 %) âgées de moins de 15 ans, 57 personnes (28,4 %) âgées de 15 à 29 ans, 84 personnes (41,8 %) âgées de 30 à 64 ans et 18 personnes (9,0 %) âgées de 65 ans ou plus.
L’ethnicité était pour 32,8 % européens/Pākehā, pour 88,1% Māori, 6,0 % des personnes originaires du Pacifique et 4,5 % d’origine Asiatique.
Les personnes peuvent s’identifier avec plus d’une ethnicité selon leur parenté.
Parmi les personnes qui choisissent de répondre aux questions du recensement concernant leur affiliation religieuse, 44,8 % n’ont aucune religion, 25,4 % sont chrétiens, 23,9 % ont des croyances religieuses Māori (en), et 1,5 % ont une autre religion.
Parmi ceux d’au moins 15 ans d’âge, 12 personnes (7,5 %) ont une licence ou un degré universitaire supérieur et 39 personnes (24,5%) n’ont aucune qualification formelle.
Le revenu médian était de 20,900 $, comparé avec les 31,800 $ au niveau national. 12 personnes  (7,5 %) gagnent plus de 70,000 $ comparé avec les 17,2 % au niveau national.
Le statut d’emploi de ceux d’au moins 15 ans d’âge était pour 63 personnes (39,6 %) un emploi à plein temps, pour 36 personnes (22,6 %) une emploi à temps partiel et 12 personnes (7,5 %) étaient sans emploi.

### La zone statistique de Whakarara
La zone statistique plus large de Whakarara couvre une surface s’étendant à l’est de Whangaroa Harbour (en) qui représente 169,54 km2, et a une population estimée à  1 490 résidents en juin 2024 avec une densité de population de 8,8 personnes par km2. 
Le secteur de Whakarara avait une population de 1 344 habitants lors du recensement néo-zélandais de 2018, en augmentation de 318 personnes (31,0 %) depuis le recensement néo-zélandais de 2013, et en augmentation de 240 personnes (21,7 %) depuis le 2006 census.
Il y avait 465 logements, comprenant 663 hommes et 678 femmes, donnant ainsi un sexe-ratio de 0,98 homme pour une femme.
L’âge médian était de 45,2 ans (comparé avec les 37,4 ans au niveau national), avec 273 personnes (20,3%) âgées de moins de 15 ans, 207 personnes (15,4 %) âgées de 15 à 29 ans, 588 personnes (43,8 %) âgées de 30 à 64 ans et 273 personnes (20,3 %) âgées de 65 ans ou plus.
L’ethnicité était pour 56,7 % européens/Pākehā, 58,9 % Māori, 4,2 % personnes originaires du Pacifique, 1,8 % d’origine Asiatique et 1,3 % d’une autre ethnicité.
Les personnes peuvent s’identifier avec plus d’une ethnicité en fonction de leur parenté.
Le pourcentage de personnes nées outre-mer était de 11,4 %, comparé avec les 27,1 % au niveau national.
Parmi ceux qui choisissent de répondre aux questions du recensement concernant leur affiliation religieuse :  43,3 % n’avaient aucune religion, 35,0 % étaient chrétiens, 11,4 % avaient des croyances religieuses Māori (en), 0,2 % étaient  Hindouistes, 0,4 % étaient bouddhistes et 0,7 %  avait une autre religion.
Parmi ceux d’au moins 15 ans d’âge, 126 personnes (11,8 %) avaient une licence ou un degré universitaire supérieur et 249 personnes (23,2 %) n’avaient aucune qualification formelle.
Le revenu médian était de 21 900 dollars, comparé avec les 31 800 $ au niveau national.
87 personnes (8,1 %) gagnaient plus de 70 000 $ comparé aux 17,2 % au niveau national.
Le statut d’emploi de ceux d’au moins 15 ans d’âge était pour 387 personnes (36,1 %) employées à plein temps, pour 198 personnes (18,5 %) étaient à temps partiel et 57 personnes (5,3 %) étaient sans emploi.

## Éducation
L’école de Matauri Bay est une école contribuant au primaire  (allant de l’année 1 à 6 ) avec un effectif de 45 élèves en août 2024.
Elle ouvrit en 1954.
Te Kura Kaupapa Māori o Whangaroa est une école composite (allant de l’année 1 à 13) avec un effectif de 54 élèves en  aout 2024
C’est une école de type:  Kura Kaupapa Māori qui enseigne entièrement en langue langue Maori.
Les deux écoles sont mixtes.
Une école Māori fut établie au niveau de la localité de Te Ngaere en 1876, mais le nombre d’élèves fluctua dans la mesure ou la population locale se déplaça pour chercher des revenus sur les champs aurifères.
En 1890, la fréquentation de l’école cessa et le bâtiment fut tiré jusqu’au sommet de la colline par une équipe de bœufs pour le rendre plus facilement accessible.
En changeant son nom en école de Whakarara, elle resta ouverte jusqu’à ce que l’école de Matauri Bay School la remplace.